# John Keiller Greig
John Keiller Greig (* 12. Juni 1881 in Dundee, Schottland; † 1971 in Ballater, Schottland) war ein britischer Eiskunstläufer, der im Einzellauf startete. 
Er wurde in den Jahren 1907, 1909 und 1910 britischer Meister im Eiskunstlauf. Bei den Olympischen Spielen 1908 in London, den ersten, bei denen Eiskunstlauf im Programm war, belegte er den vierten Platz hinter drei Schweden. 
Seine einzige Teilnahme an Europameisterschaften beendete er 1910 auch auf dem vierten Platz.
Nach seiner aktiven Karriere fungierte er als Punktrichter bei den Eiskunstlauf-Weltmeisterschaften 1912 und 1914.

## Ergebnisse

### Einzellauf
| Wettbewerb / Jahr         | 1907 | 1908 | 1909 | 1910 |
| ------------------------- | ---- | ---- | ---- | ---- |
| Olympische Spiele         |      | 4.   |      |      |
| Europameisterschaften     |      |      |      | 4.   |
| Britische Meisterschaften | 1.   |      | 1.   | 1.   |